# شکونتلا
شکونتلا از نمایش‌نامه‌های هند باستان به زبان سانسکریت است. هندی‌ها آن را ناکاتا می‌گویند. این نمایش‌نامه اثر کالیداس، نویسنده و شاعر هندی است که در دوران شاه دوشیانت گوپتا می‌زیسته است.